# Château du Pin (Calvados)
Pour les articles homonymes, voir Château du Pin.
Le château du Pin est une demeure qui se dresse sur le territoire de la commune française du Pin dans le département du Calvados, en région Normandie. L'édifice est partiellement inscrit au titre des monuments historiques.

## Localisation
Le château est situé au lieu-dit Route du Faulq, au Pin, dans le département français du Calvados.

## Historique
Le château date des XVIIe – XVIIIe siècles. La construction a débuté vers 1620 pour François Achard, gentilhomme ordinaire de la Chambre du roi et Madeleine de Mailloc, qu'il avait épousé en 1617,.
À la fin du XVIIe siècle, le domaine est la possession de la famille Le Conte de Nonant à la suite du mariage de Françoise de Mire, châtelaine de Fauguernon, avec le marquis de Piencourt, Louis-Jacques Le Conte de Nonant. Les Le Conte de Nonant le conserveront pendant trois siècles.
En 1754, le domaine échoit à Jean-Joseph Le Conte de Nonant, marquis de Raray. C'est à celui-ci que l'on doit les deux pavillons de l'entrée du domaine dont l'un sert de chapelle et l'autre d'écurie.
Au moment où survint la Révolution, le château est habité par le chanoine de Boismont, abbé commendataire de Grestain. En 1791, Jules-Basile Ferron de La Ferronnays, dernier évêque de Lisieux, y trouve refuge.
Pendant la Seconde Guerre mondiale, le château est occupé par les Allemands.
En 1998, le château était la propriété de M. Whitehead.

## Description
Le Pin est un bel exemple de château de style Louis XIII.
Le pigeonnier, tout comme le château, est construit en briques et pierres. Il est bâti sur une base octogonale. Les angles sont en briques. Sur la façade on peut voir les armes parlantes de Madeleine de Mailloc, qui épousa en 1617 François Achard, héritier des d'Anizy, seigneurs du Pin. Au milieu du XVIIIe siècle, le marquis de Raray fit ajouter deux pavillons à usage de chapelle et d'écurie.

## Protection
Au titre des monuments historiques :
- les façades et les toitures du château, des communs et du pigeonnier sont inscrits par arrêté du 15 juillet 1965 ;
- le château, ainsi que l'ensemble des alignements boisés, tels qu'ils figurent sur le plan joint à l'arrêté sont inscrits par arrêté du 19 août 1996.